# 伊恩·拜亞迪
伊恩·拜亞迪（英語：Ian Baird，1964年4月1日—）是一前英格蘭足球員並成名於列斯聯。拜亞迪司職前鋒。

## 球員生涯
1982/83球季，拜亞迪在修咸頓展開其球員生涯。他一直不能爭取到正選位置，他先後被球會外借至卡迪夫城和紐卡素，期間表現可圈可點，這種情況直到他轉投列斯聯後才有所改變。1985年3月，他以5萬英鎊的身價加盟列斯聯。他在1986/87球季成為了列斯聯的隊長，在其僅效力的兩年間，他合共上陣85場並攻入33球。他優秀的表現和不俗的入球能力吸引到當時的升班份子樸茨茅夫的注意。
當季結束後，他以28.5萬英鎊身價加盟樸茨茅夫，不過他在1987/88球季代表樸茨茅夫上陣20場，然而卻僅攻入1球。
1988年3月，拜亞迪以12萬英鎊的身價重返列斯聯。在1989/90球季，他成為了年度最佳球員，並透過與李·卓文所組成的鋒線成功協助球隊在該季升班。不過當時的列斯聯領隊侯活·韋健遜認為拜亞迪只不過是可有可無的球員，其後導致了他再次離開列斯聯。1990年1月，拜亞迪以50萬英鎊轉投了米杜士堡，其後他輾轉加盟了赫斯、布里斯托城、普利茅夫和白禮頓。
1997/98球季，拜亞迪來港加盟香港甲組球會快譯通，協助快譯通成為聯賽冠軍及足總杯「雙料冠軍」 。

## 領隊生涯
1998年11月，快譯通教練古廉權離港，參加亞洲足聯的教練證書課程，拜亞迪暫代快譯通教練。古廉權回隊後，拜亞迪成為快譯通球員兼助教。99年新球季，拜亞迪退役，轉任全職教練。拜亞迪與古廉權合作，組成雙教練。另外，拜亞迪與陳鴻平一同成為香港隊的教練，並曾帶領香港隊參與2000年亞洲盃足球賽外圍賽，香港隊最終未能出線。
1999年12月，因快譯通成績欠佳，拜亞迪與古廉權兩人引咎辭職。
2007年10月3日，拜亞迪成為了伊斯萊爾的領隊。
2014年10月，拜亞迪被任命为薩頓聯足球俱樂部的副領隊。

## 外部連結
- 足球数据库：伊恩·拜亞迪的球员统计数据
- Profile
- Ian Baird Motor Holdings